# کلیتس
کلیتس (به آلمانی: Klietz) یک شهر در آلمان است که در Stendal واقع شده‌است. کلیتس ۱٬۸۲۷ نفر جمعیت دارد.

## خواهرخوانده
شهر هالترن آم زه خواهرخواندهٔ کلیتس هست.